# U-23-Fußball-Asienmeisterschaft 2020
Die vierte U-23-Fußball-Asienmeisterschaft (offiziell: 2020 AFC U-23 Championship) wurde vom 8. bis zum 26. Januar 2020 in Thailand ausgetragen. Es traten 16 Mannschaften zunächst in der Gruppenphase in vier Gruppen und danach im K.-o.-System gegeneinander an. Titelverteidiger war Usbekistan, das Vierter wurde.
Das Turnier diente als asiatische Qualifikation für das Fußballturnier der Olympischen Sommerspiele 2020 in Japan. Die besten drei Mannschaften qualifizierten sich neben Japan dafür. Südkorea gewann das Turnier durch einen 1:0-Sieg nach Verlängerung im Finale gegen Saudi-Arabien. Im Spiel um den dritten Platz konnte sich Australien mit 1:0 gegen Usbekistan durchsetzen. Torschützenkönig wurde der Thailänder Jaroensak Wonggorn, der drei Tore erzielte. Zum besten Spieler des Turniers wurde der Südkoreaner Won Du-jae ernannt.

## Teilnehmer

### Qualifikation
Von den 47 Mitgliedsverbänden der AFC meldeten sich 44 zur Teilnahme an. Die Auslosung der Gruppen fand am 7. November 2018 in Kuala Lumpur statt. Die Mannschaften wurden dabei nach ihrer geographischen Lage in die Westregion, bestehend aus West-, Zentral- und Südasien, und die Ostregion, bestehend aus Südost- und Ostasien, verteilt. Die Westregion setzte sich aus sechs Gruppen mit jeweils vier Mannschaften und die Ostregion aus fünf Gruppen mit jeweils vier Mannschaften zusammen.
Die Gruppen wurden vom 22. bis zum 26. März 2019 als Miniturniere ausgetragen, bei denen je einer der Teilnehmer als Gastgeber einer Gruppe fungierte. Jede Mannschaft spielte einmal gegen jede andere ihrer Gruppe. Die elf Gruppensieger und die vier besten Zweitplatzierten qualifizierten sich für die Endrunde. Der Gastgeber aus Thailand nahm ebenfalls an der Qualifikation teil, war aber automatisch für die Endrunde gesetzt.
Von den Teilnehmern der ersten drei Austragungen konnten sich mit Australien, China, dem Irak, Japan, Jordanien, Nordkorea, Saudi-Arabien, Südkorea, Syrien und Usbekistan insgesamt zehn Mannschaften zum vierten Mal qualifizieren. Für den Iran und die Vereinigten Arabischen Emirate ist es jeweils die erste Teilnahme nach 2016. Erstmals für die Endrunde qualifizieren konnte sich Bahrain. Auf der anderen Seite überstanden mit Malaysia, dem Oman und Palästina drei Teilnehmer von 2018 die Qualifikation nicht.

### Auslosung
Die Gruppenauslosung fand am 26. September 2019 in der thailändischen Hauptstadt Bangkok statt. Die Mannschaften wurden entsprechend ihren Platzierungen bei der letzten Austragung im Januar 2018 auf vier Lostöpfe verteilt und in vier Gruppen mit jeweils vier Mannschaften gelost. Gastgeber Thailand war bereits als Gruppenkopf der Gruppe A gesetzt.
- Lostopf 1: Thailand, Usbekistan, Vietnam, Katar
- Lostopf 2: Südkorea, Irak, Japan, Nordkorea
- Lostopf 3: China, Australien, Jordanien, Saudi-Arabien
- Lostopf 4: Syrien, Iran, Ver. Arab. Emirate, Bahrain

Die Auslosung ergab folgende Gruppeneinteilung:
| Gruppe A   | Gruppe B      | Gruppe C   | Gruppe D           |
| ---------- | ------------- | ---------- | ------------------ |
| Thailand   | Katar         | Usbekistan | Vietnam            |
| Irak       | Japan         | Südkorea   | Nordkorea          |
| Australien | Saudi-Arabien | China      | Jordanien          |
| Bahrain    | Syrien        | Iran       | Ver. Arab. Emirate |

## Spielorte
Einen Tag vor der Gruppenauslosung im September 2018 wurden von der AFC vier Stadien in den vier Städten Bangkok, Buri Ram Songkhla und Tha Khlong als Spielorte genannt. Das Eröffnungsspiel fand im Thammasat Stadium und das Endspiel im Rajamangala Stadium statt.
Drei der vier Stadien verfügten über eine Kapazität zwischen 30.000 und 50.000 Zuschauern. Das größte Stadion war das Rajamangala Stadium mit einer Kapazität von über 49.700 Zuschauern, das kleinste Stadion hingegen, das Thammasat Stadium, bot nur Platz für 22.000 Zuschauer.
| Bangkok                               | Buri Ram                          | Tha Khlong                          | Songkhla                             |
| ------------------------------------- | --------------------------------- | ----------------------------------- | ------------------------------------ |
| Rajamangala Stadium Kapazität: 49.722 | Buriram Stadium Kapazität: 32.600 | Thammasat Stadium Kapazität: 22.000 | Tinsulanon Stadium Kapazität: 45.000 |
| Rajamangala Stadium                   | Buriram Stadium                   | Thammasat Stadium                   | Tinsulanon Stadium                   |

## Gruppenphase
Die Gruppensieger und -zweiten qualifizierten sich für das Viertelfinale, die Dritt- und Viertplatzierten schieden aus dem Wettbewerb aus. Bei Punktgleichheit zweier oder mehrerer Mannschaften wurde die Platzierung durch folgende Kriterien ermittelt:
1. Anzahl Punkte im direkten Vergleich
2. Tordifferenz im direkten Vergleich
3. Anzahl Tore im direkten Vergleich
4. Wenn nach der Anwendung der Kriterien 1 bis 3 immer noch mehrere Mannschaften denselben Tabellenplatz belegen, werden die Kriterien 1 bis 3 erneut angewendet, jedoch ausschließlich auf die Direktbegegnungen der betreffenden Mannschaften. Sollte auch dies zu keiner definitiven Platzierung führen, werden die Kriterien 5 bis 9 angewendet.
5. Tordifferenz aus allen Gruppenspielen
6. Anzahl Tore in allen Gruppenspielen
7. Wenn es nur um zwei Mannschaften geht und diese beiden auf dem Platz stehen, kommt es zwischen diesen zu einem Elfmeterschießen.
8. Niedrigere Anzahl Punkte durch Gelbe und Rote Karten (Gelbe Karte 1 Punkt, Gelb-Rote und Rote Karte 3 Punkte, Gelbe Karte auf die eine direkte Rote Karte folgt 4 Punkte)
9. Losziehung

### Gruppe A
| Pl. | Land       | Sp. | S | U | N | Tore    | Diff. | Punkte |
| --- | ---------- | --- | - | - | - | ------- | ----- | ------ |
| 1.  | Australien | 3   | 1 | 2 | 0 | 004:300 | +1    | 05     |
| 2.  | Thailand   | 3   | 1 | 1 | 1 | 007:300 | +4    | 04     |
| 3.  | Irak       | 3   | 0 | 3 | 0 | 004:400 | ±0    | 03     |
| 4.  | Bahrain    | 3   | 0 | 2 | 1 | 003:800 | −5    | 02     |

| 8. Januar 2020, 17:15 Uhr (11:15 Uhr MEZ) in Tha Khlong  |   |            |           |
| Irak                                                     | – | Australien | 1:1 (0:0) |
| 8. Januar 2020, 20:15 Uhr (14:15 Uhr MEZ) in Bangkok     |   |            |           |
| Thailand                                                 | – | Bahrain    | 5:0 (1:0) |
| 11. Januar 2020, 17:15 Uhr (11:15 Uhr MEZ) in Tha Khlong |   |            |           |
| Bahrain                                                  | – | Irak       | 2:2 (1:0) |
| 11. Januar 2020, 20:15 Uhr (14:15 Uhr MEZ) in Bangkok    |   |            |           |
| Australien                                               | – | Thailand   | 2:1 (1:1) |
| 14. Januar 2020, 20:15 Uhr (14:15 Uhr MEZ) in Bangkok    |   |            |           |
| Thailand                                                 | – | Irak       | 1:1 (1:0) |
| 14. Januar 2020, 20:15 Uhr (14:15 Uhr MEZ) in Tha Khlong |   |            |           |
| Australien                                               | – | Bahrain    | 1:1 (1:1) |

### Gruppe B
| Pl. | Land          | Sp. | S | U | N | Tore    | Diff. | Punkte |
| --- | ------------- | --- | - | - | - | ------- | ----- | ------ |
| 1.  | Saudi-Arabien | 3   | 2 | 1 | 0 | 003:100 | +2    | 07     |
| 2.  | Syrien        | 3   | 1 | 1 | 1 | 004:400 | ±0    | 04     |
| 3.  | Katar         | 3   | 0 | 3 | 0 | 003:300 | ±0    | 03     |
| 4.  | Japan         | 3   | 0 | 1 | 2 | 003:500 | −2    | 01     |

| 9. Januar 2020, 17:15 Uhr (11:15 Uhr MEZ) in Tha Khlong  |   |               |           |
| Katar                                                    | – | Syrien        | 2:2 (2:1) |
| 9. Januar 2020, 20:15 Uhr (14:15 Uhr MEZ) in Tha Khlong  |   |               |           |
| Japan                                                    | – | Saudi-Arabien | 1:2 (0:0) |
| 12. Januar 2020, 17:15 Uhr (11:15 Uhr MEZ) in Tha Khlong |   |               |           |
| Saudi-Arabien                                            | – | Katar         | 0:0       |
| 12. Januar 2020, 20:15 Uhr (14:15 Uhr MEZ) in Tha Khlong |   |               |           |
| Syrien                                                   | – | Japan         | 2:1 (1:1) |
| 15. Januar 2020, 20:15 Uhr (14:15 Uhr MEZ) in Bangkok    |   |               |           |
| Katar                                                    | – | Japan         | 1:1 (0:0) |
| 15. Januar 2020, 20:15 Uhr (14:15 Uhr MEZ) in Tha Khlong |   |               |           |
| Saudi-Arabien                                            | – | Syrien        | 1:0 (0:0) |

### Gruppe C
| Pl. | Land       | Sp. | S | U | N | Tore    | Diff. | Punkte |
| --- | ---------- | --- | - | - | - | ------- | ----- | ------ |
| 1.  | Südkorea   | 3   | 3 | 0 | 0 | 005:200 | +3    | 09     |
| 2.  | Usbekistan | 3   | 1 | 1 | 1 | 004:300 | +1    | 04     |
| 3.  | Iran       | 3   | 1 | 1 | 1 | 003:300 | ±0    | 04     |
| 4.  | China      | 3   | 0 | 0 | 3 | 000:400 | −4    | 0      |

| 9. Januar 2020, 17:15 Uhr (11:15 Uhr MEZ) in Songkhla    |   |            |           |
| Usbekistan                                               | – | Iran       | 1:1 (1:0) |
| 9. Januar 2020, 20:15 Uhr (14:15 Uhr MEZ) in Songkhla    |   |            |           |
| Südkorea                                                 | – | China      | 1:0 (0:0) |
| 12. Januar 2020, 17:15 Uhr (11:15 Uhr MEZ) in Songkhla   |   |            |           |
| Iran                                                     | – | Südkorea   | 1:2 (0:2) |
| 12. Januar 2020, 20:15 Uhr (14:15 Uhr MEZ) in Songkhla   |   |            |           |
| China                                                    | – | Usbekistan | 0:2 (0:1) |
| 15. Januar 2020, 17:15 Uhr (11:15 Uhr MEZ) in Tha Khlong |   |            |           |
| Usbekistan                                               | – | Südkorea   | 1:2 (1:1) |
| 15. Januar 2020, 17:15 Uhr (11:15 Uhr MEZ) in Songkhla   |   |            |           |
| China                                                    | – | Iran       | 0:1 (0:0) |

### Gruppe D
| Pl. | Land               | Sp. | S | U | N | Tore    | Diff. | Punkte |
| --- | ------------------ | --- | - | - | - | ------- | ----- | ------ |
| 1.  | Ver. Arab. Emirate | 3   | 1 | 2 | 0 | 003:100 | +2    | 05     |
| 2.  | Jordanien          | 3   | 1 | 2 | 0 | 003:200 | +1    | 05     |
| 3.  | Nordkorea          | 3   | 1 | 0 | 2 | 003:500 | −2    | 03     |
| 4.  | Vietnam            | 3   | 0 | 2 | 1 | 001:200 | −1    | 02     |

| 10. Januar 2020, 17:15 Uhr (11:15 Uhr MEZ) in Buri Ram |   |                    |           |
| Vietnam                                                | – | Ver. Arab. Emirate | 0:0       |
| 10. Januar 2020, 20:15 Uhr (14:15 Uhr MEZ) in Buri Ram |   |                    |           |
| Nordkorea                                              | – | Jordanien          | 1:2 (0:1) |
| 13. Januar 2020, 17:15 Uhr (11:15 Uhr MEZ) in Buri Ram |   |                    |           |
| Ver. Arab. Emirate                                     | – | Nordkorea          | 2:0 (2:0) |
| 13. Januar 2020, 20:15 Uhr (14:15 Uhr MEZ) in Buri Ram |   |                    |           |
| Jordanien                                              | – | Vietnam            | 0:0       |
| 16. Januar 2020, 20:15 Uhr (14:15 Uhr MEZ) in Bangkok  |   |                    |           |
| Vietnam                                                | – | Nordkorea          | 1:2 (1:1) |
| 16. Januar 2020, 20:15 Uhr (14:15 Uhr MEZ) in Buri Ram |   |                    |           |
| Jordanien                                              | – | Ver. Arab. Emirate | 1:1 (0:1) |

## Finalrunde

### Spielplan
|  | Viertelfinale      | Viertelfinale |               |               | Halbfinale       | Halbfinale |  |  | Finale | Finale |
|  |                    |               |               |               |                  |            |  |  |        |        |
|  |                    |               |               |               |                  |            |  |  |        |        |
|  | Australien         | 01            |               |               |                  |            |  |  |        |        |
|  | Australien         | 01            |               |               |                  |            |  |  |        |        |
|  | Syrien             | 0             |               |               |                  |            |  |  |        |        |
|  | Syrien             | 0             | Australien    | 0             |                  |            |  |  |        |        |
|  |                    |               | Australien    | 0             |                  |            |  |  |        |        |
|  |                    | Südkorea      | 2             |               |                  |            |  |  |        |        |
|  | Südkorea           | Südkorea      | 2             | 2             |                  |            |  |  |        |        |
|  | Südkorea           |               |               | 2             |                  |            |  |  |        |        |
|  | Jordanien          | 1             |               |               |                  |            |  |  |        |        |
|  |                    |               | Südkorea      | 01            |                  |            |  |  |        |        |
|  |                    |               |               | Saudi-Arabien | 0                |            |  |  |        |        |
|  | Saudi-Arabien      | 1             |               |               |                  |            |  |  |        |        |
|  | Thailand           | 0             |               |               |                  |            |  |  |        |        |
|  | Thailand           | 0             | Saudi-Arabien | 1             |                  |            |  |  |        |        |
|  |                    |               | Saudi-Arabien | 1             | Spiel um Platz 3 |            |  |  |        |        |
|  |                    | Usbekistan    | 0             |               |                  |            |  |  |        |        |
|  | Ver. Arab. Emirate | Usbekistan    | 0             | 1             | Australien       | 1          |  |  |        |        |
|  | Ver. Arab. Emirate |               |               | 1             | Australien       | 1          |  |  |        |        |
|  | Usbekistan         | 5             |               | Usbekistan    | 0                |            |  |  |        |        |
|  | Usbekistan         | 5             |               |               | 0                |            |  |  |        |        |
|  |                    |               |               |               |                  |            |  |  |        |        |

1 Sieg nach Verlängerung

### Viertelfinale
| 18. Januar 2020, 17:15 Uhr (11:15 Uhr MEZ) in Tha Khlong |   |            |           |
| Saudi-Arabien                                            | – | Thailand   | 1:0 (0:0) |
| 18. Januar 2020, 20:15 Uhr (14:15 Uhr MEZ) in Bangkok    |   |            |           |
| Australien                                               | – | Syrien     | 1:0 n. V. |
| 19. Januar 2020, 17:15 Uhr (11:15 Uhr MEZ) in Tha Khlong |   |            |           |
| Südkorea                                                 | – | Jordanien  | 2:1 (1:0) |
| 19. Januar 2020, 20:15 Uhr (14:15 Uhr MEZ) in Bangkok    |   |            |           |
| Ver. Arab. Emirate                                       | – | Usbekistan | 1:5 (1:3) |

### Halbfinale
| 22. Januar 2020, 17:15 Uhr (11:15 Uhr MEZ) in Bangkok    |   |            |           |
| Saudi-Arabien                                            | – | Usbekistan | 1:0 (0:0) |
| 22. Januar 2020, 20:15 Uhr (14:15 Uhr MEZ) in Tha Khlong |   |            |           |
| Australien                                               | – | Südkorea   | 0:2 (0:0) |

### Spiel um Platz 3
| 25. Januar 2020, 19:30 Uhr (13:30 Uhr MEZ) in Bangkok |   |            |           |
| Australien                                            | – | Usbekistan | 1:0 (0:0) |

### Finale
| Südkorea                                                                      | Südkorea | Saudi-Arabien | Saudi-Arabien |
| ----------------------------------------------------------------------------- | --- | --- | ------------- |
| Südkorea                                                                      | \| Finale \| \| 26. Januar 2020 um 19:30 Uhr (13:30 Uhr MEZ) in Bangkok (Rajamangala Stadium) \| \| Ergebnis: 1:0 n. V. \| \| Zuschauer: 2.879 \| \| Schiedsrichter: Chris Beath ( Australien) \|                                                                        | \| Finale \| \| 26. Januar 2020 um 19:30 Uhr (13:30 Uhr MEZ) in Bangkok (Rajamangala Stadium) \| \| Ergebnis: 1:0 n. V. \| \| Zuschauer: 2.879 \| \| Schiedsrichter: Chris Beath ( Australien) \| | Saudi-Arabien |
| Südkorea                                                                      | Song Bum-keun – Lee You-hyeon (73. Kim Dae-won, 116. Kim Tae-hyeon), Jeong Tae-wook, Lee Sang-min , Kang Yoon-sung – Won Du-jae, Kim Dong-hyun – Kim Jin-ya, Kim Jin-kyu (53. Lee Dong-gyeong), Jeong Woo-yeong (46. Lee Dong-jun) – Oh Se-hun Cheftrainer: Kim Hak-beom | Mohammed al-Rubaie – Saud Abdulhamid, Hassan al-Tambakti (99. Abdulelah al-Amri), Abdulbasit Hindi, Khalid al-Dubaysh – Ali al-Hassan (105. Nasser al-Omran), Mukhtar Ali – Hussain al-Eisa, Abdulrahman Ghareeb, Khalid al-Ghannam (60. Ayman Yahya) – Abdullah al-Hamdan (67. Firas al-Buraikan) Cheftrainer: Saad al-Shehri | Saudi-Arabien |
| Südkorea                                                                      | 1:0 Jeong T. (113.) | | Saudi-Arabien |
| Südkorea                                                                      | Song (120.), Lee Dong-jun (120.+3') | Hindi (43.), Abdulhamid (64.), al-Dubaysh (110.) | Saudi-Arabien |
| Finale                                                                        | | |               |
| 26. Januar 2020 um 19:30 Uhr (13:30 Uhr MEZ) in Bangkok (Rajamangala Stadium) | | |               |
| Ergebnis: 1:0 n. V.                                                           | | |               |
| Zuschauer: 2.879                                                              | | |               |
| Schiedsrichter: Chris Beath ( Australien)                                     | | |               |

## Torschützenliste
Nachfolgend sind die besten Torschützen des Turnieres aufgeführt. Bei gleicher Anzahl an Toren sind die Spieler zunächst nach der Anzahl der Vorlagen und anschließend nach den Spielminuten sortiert.
| Rang | Nat                          | Spieler             | Tore | Vorlagen | Spielminuten |
| ---- | ---------------------------- | ------------------- | ---- | -------- | ------------ |
| 01   | Thailand                     | Jaroensak Wonggorn  | 3    | 0        | 136          |
| 02   | Irak                         | Mohammed Nassif     | 3    | 0        | 143          |
| 03   | Vereinigte Arabische Emirate | Zayed al-Ameri      | 3    | 0        | 308          |
| 04   | Australien                   | Nicholas D’Agostino | 3    | 0        | 330          |
| 05   | Usbekistan                   | Islom Kobilov       | 3    | 0        | 540          |
| 06   | Korea Sud                    | Lee Dong-gyeong     | 2    | 2        | 257          |
| 07   | Usbekistan                   | Nurillo Tukhtasinov | 2    | 1        | 195          |
| 08   | Syrien                       | Abdalrahman Barakat | 2    | 1        | 390          |
| 09   | Syrien                       | Alaa al-Dali        | 2    | 0        | 091          |
| 10   | Korea Sud                    | Cho Gue-sung        | 2    | 0        | 180          |
| 11   | Bahrain                      | Mohamed Marhoon     | 2    | 0        | 270          |
| 12   | Korea Sud                    | Lee Dong-jun        | 2    | 0        | 313          |
| 13   | Thailand                     | Suphanat Mueanta    | 2    | 0        | 311          |
| 14   | Korea Sud                    | Oh Se-hun           | 2    | 0        | 409          |

Zu diesen besten Torschützen mit mindestens zwei Toren kommen 34 weitere mit je einem Tor sowie zwei Eigentore.

## Schiedsrichter

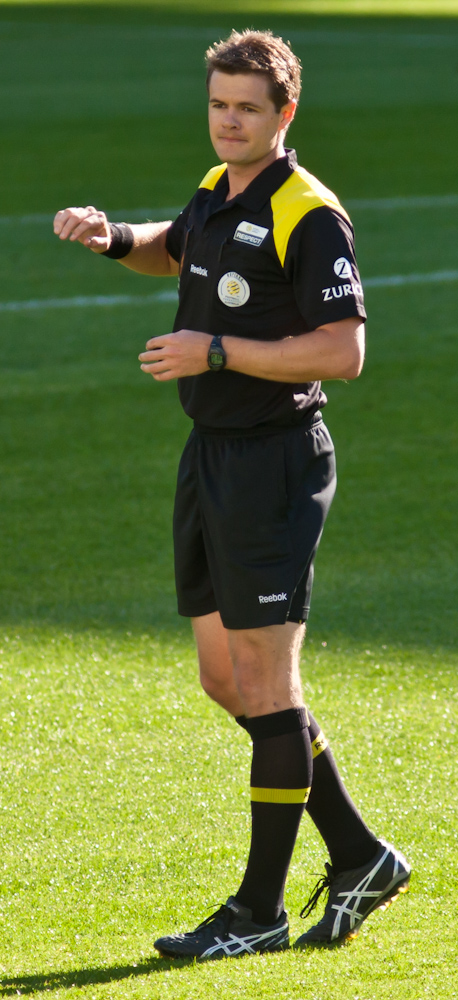
Der australische Schiedsrichter Chris Beath leitete das Finale

Die AFC nominierte 34 Schiedsrichter sowie 26 Schiedsrichterassistenten für das Turnier. Jeweils vier Schiedsrichter kamen aus Japan und Katar, je drei aus Südkorea und den Vereinigten Arabischen Emiraten sowie jeweils zwei aus Australien, China, dem Irak, Jordanien und Usbekistan. Je zwei Assistenten stammen aus Australien, Bahrain, China, dem Iran, Japan, Jordanien, Katar, dem Oman, Saudi-Arabien, Südkorea, Usbekistan und den Vereinigten Arabischen Emiraten. Sechs Schiedsrichter gehörten einem Verband an, dessen Mannschaft sich nicht für den Wettbewerb qualifizieren konnte.
Bereits bei der Weltmeisterschaft 2018 im Einsatz waren der Bahrainer Shukralla, der Iraner Faghani, der Japaner Satō und der Emirati Mohammed. Zusammen mit 22 weiteren Schiedsrichtern waren die vier auch bei der Asienmeisterschaft 2019 als Schiedsrichter aktiv. Für Ma Ning, Hettikamkanamge Perera und Mohammed Hassan Mohammed war es die insgesamt vierte U-22-/23-Asienmeisterschaft. Chris Beath, Liu Kwok Man, Ali Sabah, Mohanad Qasim Sarray, Alireza Faghani, Jumpei Iida, Ryūji Satō, Adham Makhadmeh, Abdulrahman al-Jassim, Ahmed al-Kaf und Muhammad Taqi nahmen zum dritten Mal sowie Nawaf Shukralla, Khamis al-Marri und Ko Hyung-jin zum zweiten Mal teil.
Insgesamt kamen 22 Schiedsrichterteams zur Leitung der 32 Spiele zum Einsatz. Von denen gab es 15 Schiedsrichterteams aus einem Land, alle weiteren Teams bildeten sich aus jeweils zwei Nationen zusammen. Die zunächst als Schiedsrichter nominierten Shaun Evans aus Australien, Liu Kwok Man aus Hongkong, Jumpei Iida und Minoru Tōjō aus Japan, Ahmed al-Ali aus Jordanien, Khamis al-Kuwari und Abdulla al-Marri aus Katar, Mohd Amirul Izwan Yaacob aus Malaysia, Kim Hee-gon und Kim Jong-hyeok aus Südkorea, Sivakorn Pu-udom aus Thailand, Valentin Kovalenko aus Usbekistan sowie Omar Mohamed al-Ali und Ammar al-Jeneibi aus den Vereinigten Arabischen Emiraten wurden nur als Torrichter eingesetzt. 
Für das Eröffnungsspiel zwischen dem Irak und Australien war der chinesische Unparteiische Fu Ming verantwortlich, das Endspiel zwischen dem Südkorea und Saudi-Arabien pfiff der australische Schiedsrichter Chris Beath. Der Japaner Ryūji Satō weist mit vier Einsätzen die meisten Spielleitungen auf, während mit 
| Schiedsrichter                    | Land               | Assistent 1           | Assistent 2                                  | Spiele |    |   |   |
| --------------------------------- | ------------------ | --------------------- | -------------------------------------------- | ------ | -- | - | - |
| Chris Beath                       | Australien         | Ashley Beecham        | Anton Shchetinin                             | 02     | 09 | 0 | 0 |
| Nawaf Shukralla                   | Bahrain            | Abdulla al-Rowaimi    | Mohamed Salman                               | 02     | 04 | 0 | 0 |
| Fu Ming                           | China              | Cao Yi                | Shi Xiang                                    | 02     | 04 | 0 | 0 |
| Ma Ning                           | China              | Cao Yi                | Shi Xiang                                    | 01     | 06 | 0 | 0 |
| Ali Sabah                         | Irak               | Ashley Beecham        | Anton Shchetinin                             | 01     | 02 | 0 | 0 |
| Mohanad Qasim Sarray              | Irak               | Abu Bakar al-Amri     | Rashid al-Ghaithi                            | 01     | 04 | 1 | 0 |
| Alireza Faghani                   | Iran               | Mohammadreza Abolfazl | Mohammadreza Mansouri                        | 01     | 01 | 0 | 0 |
| Hiroyuki Kimura                   | Japan              | Hiroshi Yamauchi      | Jun Mihara                                   | 01     | 01 | 0 | 0 |
| Ryūji Satō                        | Japan              | Hiroshi Yamauchi      | Jun Mihara                                   | 04     | 13 | 0 | 0 |
| Adham Makhadmeh                   | Jordanien          | Ahmad al-Roalle       | Mohammad al-Kalaf (1) Palitha Hemathunga (1) | 02     | 07 | 0 | 0 |
| Abdulrahman al-Jassim             | Katar              | Taleb al-Marri        | Saud al-Maqaleh                              | 02     | 05 | 0 | 0 |
| Khamis al-Marri                   | Katar              | Taleb al-Marri        | Saud al-Maqaleh                              | 01     | 02 | 0 | 0 |
| Ahmed al-Kaf                      | Oman               | Abu Bakar al-Amri     | Rashid al-Ghaithi                            | 02     | 07 | 0 | 0 |
| Turki al-Khudhayr                 | Saudi-Arabien      | Mohammed al-Abakry    | Khalaf al-Shammari                           | 01     | 04 | 0 | 0 |
| Muhammad Taqi                     | Singapur           | Ronnie Koh Min Kiat   | Hiroshi Yamauchi (1) Shi Xiang (1)           | 02     | 08 | 0 | 1 |
| Hettikamkanamge Perera            | Sri Lanka          | Timur Gaynullin       | Andrey Tsapenko                              | 01     | 03 | 1 | 0 |
| Ko Hyung-jin                      | Südkorea           | Yoon Kwang-yeol       | Park Sang-jun                                | 01     | 03 | 0 | 0 |
| Hanna Hattab                      | Syrien             | Taleb al-Marri        | Saud al-Maqaleh                              | 01     | 03 | 0 | 0 |
| Ilgiz Tantashev                   | Usbekistan         | Timur Gaynullin       | Andrey Tsapenko                              | 01     | 04 | 0 | 0 |
| Mohammed Abdullah Hassan Mohammed | Ver. Arab. Emirate | Mohamed al-Hammadi    | Hasan al-Mahri                               | 03     | 07 | 0 | 1 |
| Gesamt                            | Gesamt             | Gesamt                | Gesamt                                       | 32     | 97 | 2 | 2 |